# أليكساندر والكي
أليكساندر والكي (بالألمانية: Alexander Walke) (6 يونيو 1983 بأورانينبورغ في ألمانيا - ) هو لاعب كرة قدم ألماني (وحمل سابقاً جنسية ألمانيا الشرقية) في مركز حراسة المرمى. شارك مع منتخب ألمانيا تحت 20 سنة لكرة القدم ومنتخب ألمانيا تحت 21 سنة لكرة القدم. أما مع النوادي، فقد لعب مع غرويتر فورت وفيردر بريمن وفيهين فيسبادن ونادي ريد بل سالزبورغ ونادي فرايبورغ وهانزا روستوك.

## وصلات خارجية
- أليكساندر والكي على موقع قاعدة بيانات كرة القدم.إي يو (الإنجليزية)
- أليكساندر والكي على موقع بيانات كرة القدم. دي إي (الألمانية)
- أليكساندر والكي على موقع Soccerway.com (الإنجليزية)
- أليكساندر والكي على موقع عالم كرة القدم.نت (الإنجليزية)
- أليكساندر والكي على موقع AS.com (الإسبانية)